# 腹後核
腹後核（ventral posterior nucleus，縮寫VP）是位於視丘的體感中繼核。

## 傳導
腹後核接收來自內側丘系、脊髓視丘束以及三叉丘腦束的訊息，並投射於體覺皮質區以及上升網狀賦活系統。

## 結構
腹後核細分為以下三個部分：
- 腹後外側核（英语：Ventral posterolateral nucleus）（VPL）：接收透過內側丘系以及脊髓視丘束傳遞的感官信息。
- 腹後內側核（英语：Ventral posteromedial nucleus）（VPM）：接收透過三叉神經傳遞的頭部及臉部感官信息。
- 腹側中間核（英语：Ventral intermediate nucleus）（VIM）：與帕金森氏症以及原發性顫抖症中震顫的產生有關。[1]

## 功能
腹後核作用於觸覺、身體位置、疼痛、體溫、瘙癢、味覺和喚醒當中，並調節某些病理學當中的震顫。

## 外加圖片

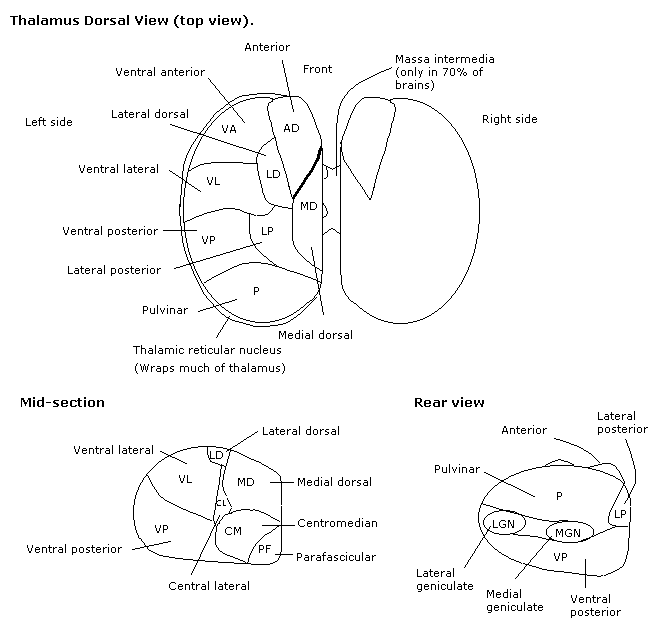
視丘核圖
視丘區域圖